# Berala
Berala är en del av en befolkad plats i Australien. Den ligger i kommunen Auburn och delstaten New South Wales, i den sydöstra delen av landet, omkring 16 kilometer väster om delstatshuvudstaden Sydney. Antalet invånare är 8 799.
Runt Berala är det mycket tätbefolkat, med 3 757 invånare per kvadratkilometer.. Närmaste större samhälle är Sydney, omkring 16 kilometer öster om Berala. 
Runt Berala är det i huvudsak tätbebyggt. Genomsnittlig årsnederbörd är 1 380 millimeter. Den regnigaste månaden är februari, med i genomsnitt 200 mm nederbörd, och den torraste är juli, med 36 mm nederbörd.